# Gaetano Fantuzzi
Gaetano Fantuzzi (Calino, 1º de agosto de 1708 - Roma, 1º de outubro de 1778) foi um cardeal do século XVIII

## Biografia
Nasceu em Gualdo em 1º de agosto de 1708, arquidiocese de Ravena. De uma família patrícia e nobre de Ravenna e Ferrara. Filho do conde Giacomo Fantuzzi e Laura Gottifredi, nobre romana. Ele tinha três irmãos: Costantino, o mais velho; e dois outros que morreram na infância. Batizado em San Giovanni in Compito , em 6 de abril de 1709 com o nome de Francesco, mas por voto de sua mãe, foi mudado para Gaetano. Ele também está listado como Caietanus Elephantutius; seu primeiro nome como Francesco Gaetano; e como Caietano; e seu sobrenome como Elefantucci; e como Elefantutio. Sobrinho bisneto, por parte de mãe, do padre Alessandro Gottifredi, Superior-geral da Companhia de Jesus.
Ele recebeu sua educação inicial de sua mãe em casa; depois, estudou letras humanas e filosofia no Collegio San Carlo , Modena, a partir de 1719; mais tarde, frequentou a Universidade de Pisa; e, finalmente, estudou na Universidade de Ravenna, onde obteve o doutorado em direito em novembro de 1730; e também estudou matemática.
Entrou no estado eclesiástico em 1730 e foi para Roma. Membro do estudo de Monsenhor Peralta, auditor espanhol da Sagrada Rota Romana; e mais tarde, sua secretária. No pontificado do Papa Bento XIV, foi nomeado camareiro de honra. Prelado doméstico de Sua Santidade, setembro de 1741. Prelado referendário. Em 1743, tornou-se auditor do cardeal Annibale Albani, camerlengo da Santa Igreja Romana; não ocupou o cargo porque foi nomeado auditor da Sagrada Rota Romana em 9 de setembro de 1743.
Ordenado, ca. 1745. Auditor das causas do Paço Apostólico. Regente da Penitenciária Apostólica. Consultor da SC dos Ritos, janeiro de 1757. O Papa Bento XIV planejou elevá-lo ao cardinalato, mas o pontífice morreu antes que pudesse promovê-lo. Em vez disso, ele foi feito cardeal pelo Papa Clemente XIII.
Criado cardeal sacerdote no consistório de 24 de setembro de 1759; recebeu o chapéu vermelho em 27 de setembro de 1759; e o título de S. Agostino, 19 de novembro de 1759. Atribuído à SS. CC. de Exame dos Bispos, Conselho Tridentino, Bom Governo, Consistorial, Disciplina dos Religiosos, Índice, Visitação Apostólica e Correção dos Livros da Igreja Oriental. Prefeito da SC da Imunidade Eclesiástica, agosto de 1761 até sua morte. Protetor da Ordem Camaldulense, 12 de julho de 1763. Camerlengo do Sacro Colégio dos Cardeais, 16 de fevereiro de 1767 até 25 de janeiro de 1768. Optou pelo título de S. Pietro in Vincoli, 6 de abril de 1767. Participou do conclave de 1769, que elegeu o Papa Clemente XIV. Participou do conclave de 1774-1775, que elegeu o Papa Pio VI. Ele era protetor dos Filippini de Montefalco; da cidade de Ravena; da comuna de Zelada; de Castel Bolognese; de Savignara; da Confraria de S. Girolamo, Amélia; e da Universidade dei droghieri , Roma. Em sua casa, fundou uma academia onde eram apresentadas eruditas dissertações jurídicas. Formou um acervo de pinturas, que posteriormente foi transportado para Gualdo, sua cidade natal. Abade commendatario de Ss. Bartolomeo e Niccolo, Ferrara; e Ss. Fidenzio e Terenzio, Todi.
Morreu em Roma em 1º de outubro de 1778, às 23h30. Exposto e enterrado em seu título, S. Pietro in Vincoli, com uma inscrição honrosa. Sua oração fúnebre, Elogio funebre pel cardeal Gaetano Fantuzzi, foi publicada em Fermo, em 1781.